# Berehî, Boureni
Berehî (în ucraineană Береги) este un sat în comuna Sînevîrska Poleana din raionul Boureni, regiunea Transcarpatia, Ucraina.

## Demografie
Componența lingvistică a localității Berehî
     Ucraineană (100%)
Conform recensământului din 2001, toată populația localității Berehî era vorbitoare de ucraineană (100%).